# San Vincenzo
San Vincenzo is een gemeente in de Italiaanse provincie Livorno (regio Toscane) en telt 6854 inwoners (31-12-2004). De oppervlakte bedraagt 33,1 km², de bevolkingsdichtheid is 207 inwoners per km².
De volgende frazioni maken deel uit van de gemeente: San Carlo.

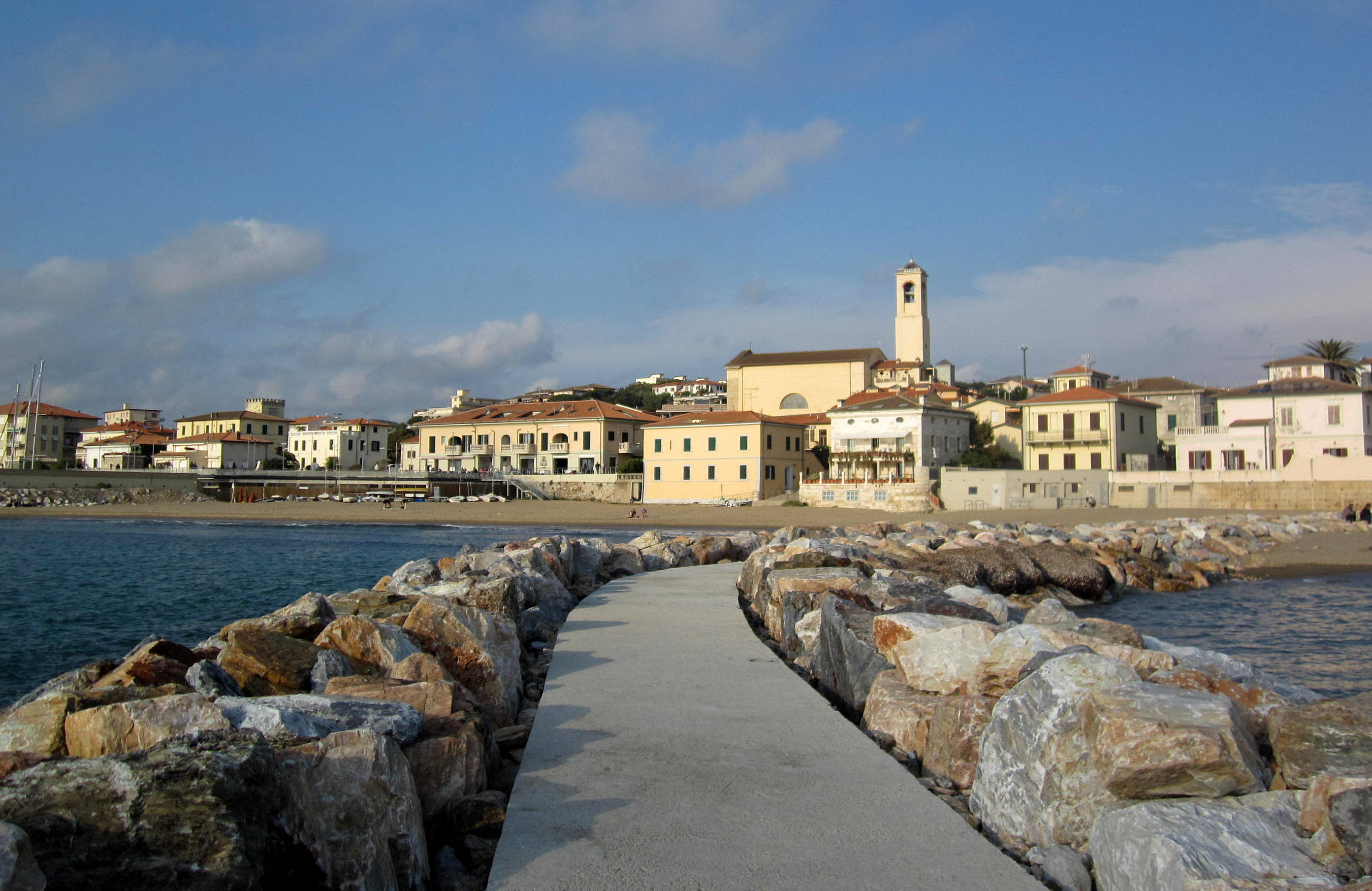
San Vincenzo
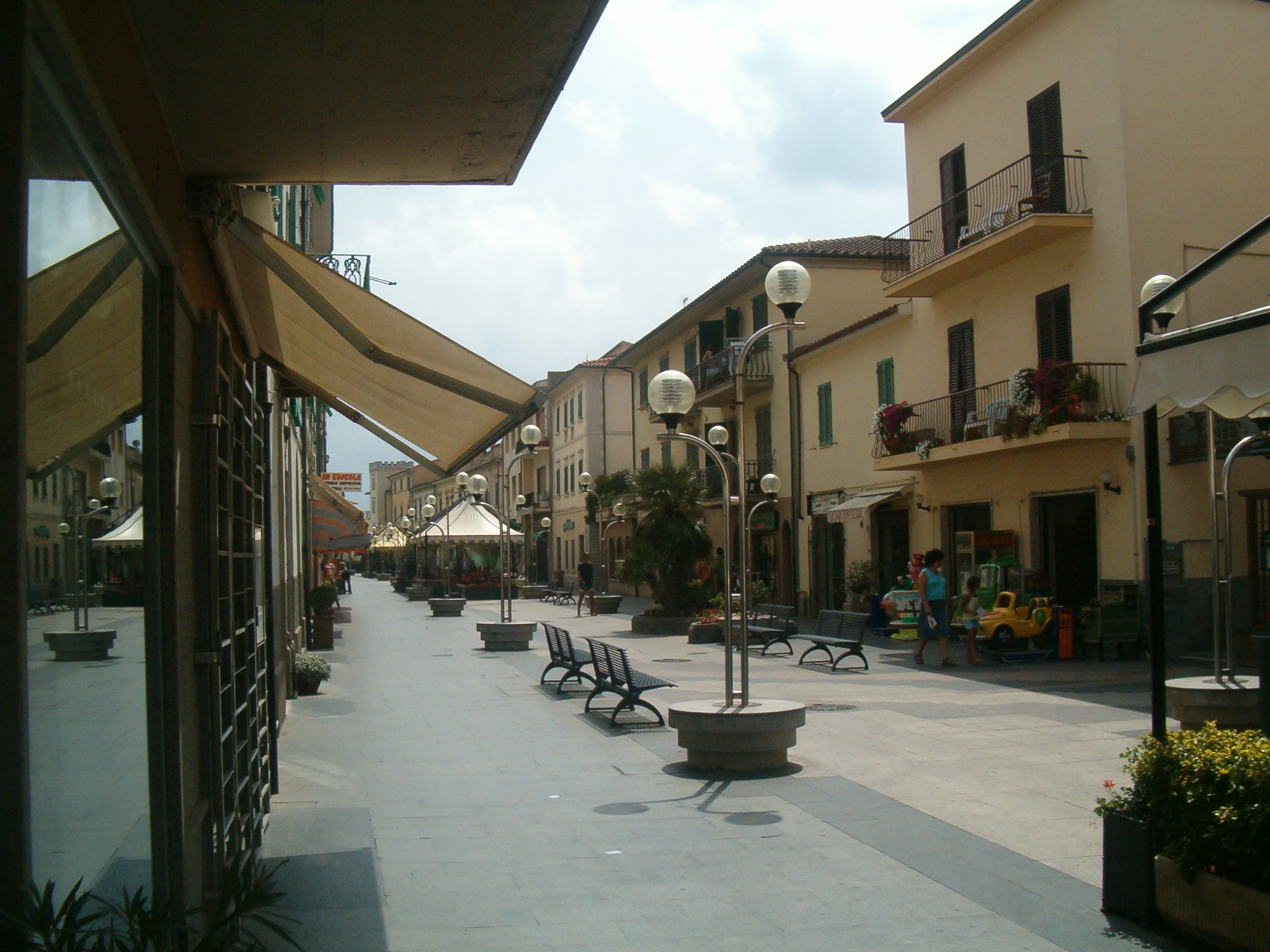
Straat in San Vincenzo
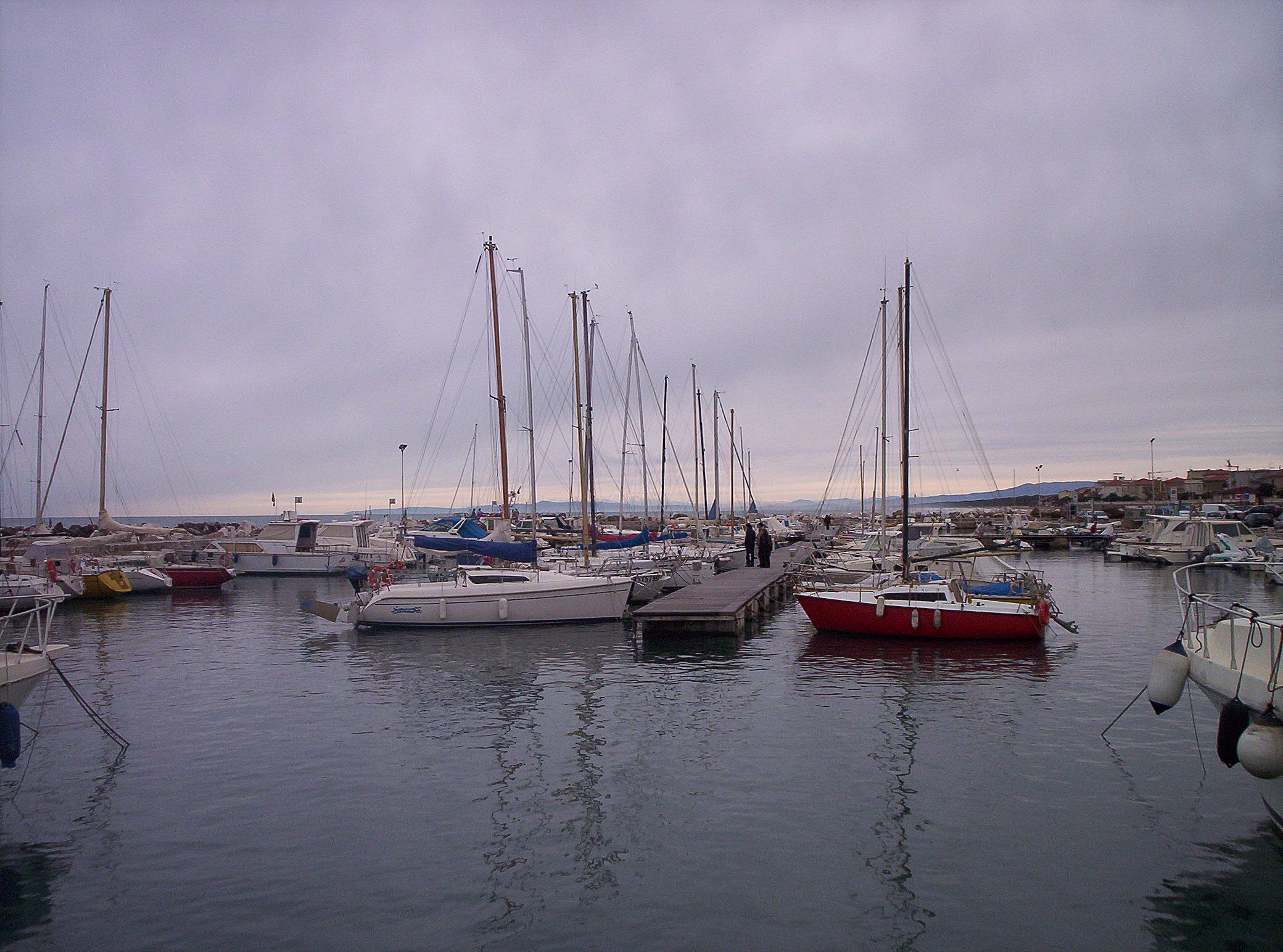
Haven

## Demografie
San Vincenzo telt ongeveer 3033 huishoudens. Het aantal inwoners daalde in de periode 1991-2001 met 8,9% volgens cijfers uit de tienjaarlijkse volkstellingen van ISTAT.
| Jaar | Inwoneraantal |
| ---- | ------------- |
| 1991 | 7175          |
| 2001 | 6540          |

## Geografie
De gemeente ligt op ongeveer 5 meter boven zeeniveau. San Vincenzo grenst aan de volgende gemeenten: Campiglia Marittima, Castagneto Carducci, Piombino, Suvereto.

## Geboren
- Walter Mazzarri (1 oktober 1961), voormalig voetballer en voetbalcoach